# Tardenoisien
Het Tardenoisien is een Mesolithische archeologische cultuur in Frankrijk en België, genoemd naar Tardenois. Vergelijkbare culturen zijn ook bekend in Midden-Europa (Beuronien) Oost-Europa  en in Spanje.
Kenmerkend voor de cultuur zijn de typische trapezoïdevormige pijlpunten en de kleine vuurstenen klingen die met de druktechniek werden gemaakt.
Het Tardenoisian bestond naast het Sauveterrien en duurde van ongeveer  6500 v.Chr. tot het begin van het Neolithicum.